# ویلی هوبر
ویلی هوبر (انگلیسی: Willy Huber؛ زادهٔ ۱۷ دسامبر ۱۹۱۳) بازیکن فوتبال اهل سوئیس است.
از باشگاه‌هایی که در آن بازی کرده‌است می‌توان به باشگاه فوتبال گراس‌هاپر زوریخ اشاره کرد.
وی همچنین در تیم ملی فوتبال سوئیس بازی کرده‌است.